# Amaury Nolasco
Amaury Nolasco Garrido (született Amaury Nolasco Garrido) (Puerto Rico, 1970. december 24. –) Puerto Ricó-i színész.
Legismertebb szerepe Fernando Sucre A szökés című amerikai televíziós sorozatból.

## Élete és pályafutása
Eredetileg biológiát tanult a Puerto Ricó-i egyetemen és orvosnak készült. Később New Yorkba ment, ahol az American British Dramatic Arts School-ban színészetet tanult.
Epizódszerepeket kapott olyan sorozatokban, mint az Arli$$,  CSI: A helyszínelők és a Vészhelyzet. Első komoly filmszerepe Orange Julius volt a Halálosabb iramban (2003) című akciófilmben. Jelentősebb filmje még a 2007-es Transformers.
Szerepelt Will.i.am Yes We Can című videóklipjében, amely Barack Obamát támogatta.

## Filmográfia
| Év   | Magyar cím                         | Eredeti cím            | Szerep               | Magyar hang          |
| ---- | ---------------------------------- | ---------------------- | -------------------- | -------------------- |
| 2000 | Fivér                              | Brother                | Victor               |                      |
| 2002 |                                    | Final Breakdown        | Hector Arturo        |                      |
| 2003 | Halálosabb iramban                 | 2 Fast 2 Furious       | Orange Julius        | Berzsenyi Zoltán     |
| 2003 | Mentőosztag                        | The Librarians         | G-Man                | Szokol Péter         |
| 2004 | Mr. 3000                           | Mr. 3000               | Minadeo              | Pálmai Szabolcs      |
| 2006 | Lúzer SC                           | The Benchwarmers       | Carlos               |                      |
| 2007 | Transformers                       | Transformers           | Jorge Figueroa       | Janovics Sándor      |
| 2008 | Az utca királyai                   | Street Kings           | Cosmo Santos nyomozó | Csík Csaba Krisztián |
| 2008 | Max Payne – Egyszemélyes háború    | Max Payne              | Jack Lupino          | Barabás Kiss Zoltán  |
| 2009 | A szállítmány                      | Armored                | Palmer               | Holl Nándor          |
| 2011 | Rumnapló                           | The Rum Diary          | Segurra              |                      |
| 2013 | Die Hard – Drágább, mint az életed | A Good Day to Die Hard | Murphy               | Zöld Csaba           |
| 2014 | Kontroll nélkül                    | In the blood           | Silvio Lugo          | Előd Álmos           |
| 2014 |                                    | Small Time             | Barlow               |                      |
| 2014 | Ragadozó                           | Animal                 | Douglas              |                      |
| 2016 | Beépített tudat                    | Criminal               | Esteban Ruiza        | Holl Nándor          |
| 2018 |                                    | Locating Silver Lake   | Jose                 |                      |
| 2018 |                                    | Edge of Fear           | Nick                 |                      |
| 2018 | Halálos száguldás                  | Speed Kills            | Lopez ügynök         |                      |
| 2019 |                                    | Jarhead: Law of Return | őrmester             |                      |
| 2021 |                                    | South of Heaven        | Manny                |                      |
| 2022 | Filmcsillag a barátnőm             | The Valet              | Benny                | Debreczeny Csaba     |
| 2024 | Sötét bunyó                        | Lights Out             | Fosco                |                      |

### Televízió
| Év        | Magyar cím                            | Eredeti cím                                | Szerep                  | Megjegyzések |
| --------- | ------------------------------------- | ------------------------------------------ | ----------------------- | ------------ |
| 1999      |                                       | Arli$$                                     | Ivory Ortega            | 1 epizód     |
| 1999      | A kiválasztott – Az amerikai látnok   | Early Edition                              | Pedro Mendoza           | 1 epizód     |
| 2000      | Hazárd megye lordjai: Irány Hollywood | The Dukes of Hazzard: Hazzard in Hollywood | Cypriano                | tévéfilm     |
| 2000      | Szoknyás fejvadász                    | The Huntress                               | Flaco Rosario           | 1 epizód     |
| 2001      | CSI: A helyszínelők                   | CSI: Crime Scene Investigation             | Hector Delgado          | 1 epizód     |
| 2002      | Vészhelyzet                           | ER                                         | Ricky                   | 1 epizód     |
| 2003      |                                       | George Lopez                               | fiatal Manny            | 1 epizód     |
| 2004      |                                       | Eve                                        | Adrian                  | 1 epizód     |
| 2005      | CSI: New York-i helyszínelők          | CSI: NY                                    | Ruben DeRosa            | 1 epizód     |
| 2005–2017 | A szökés                              | Prison Break                               | Fernando Sucre          | 90 epizód    |
| 2007      |                                       | Mind of Mencia                             | klubvendég              | 1 epizód     |
| 2009      | CSI: Miami helyszínelők               | CSI: Miami                                 | Nathan Cole             | 1 epizód     |
| 2010      | Terepen                               | Southland                                  | Rene Cordero nyomozó    | 3 epizód     |
| 2010      |                                       | The Quickening                             | Swan                    | tévéfilm     |
| 2010–2011 | Életre-halálra                        | Chase                                      | Marco Martinez          | 18 epizód    |
| 2012–2013 |                                       | Work It                                    | Angel Ortiz             | 13 epizód    |
| 2013      | Minden lében négy kanál               | Burn Notice                                | Mateo                   | 1 epizód     |
| 2013–2016 | Született detektívek                  | Rizzoli & Isles                            | Rafael Martinez hadnagy | 4 epizód     |
| 2014      | A törvény embere                      | Justified                                  | Elvis Manuel Machado    | 1 epizód     |
| 2014      |                                       | Gang Related                               | Matias                  | 5 epizód     |
| 2015–2016 |                                       | Telenovela                                 | Rodrigo Suarez          | 11 epizód    |
| 2018      | Szemfényvesztők                       | Deception                                  | Mike Alvarez FBI-ügynök | 13 epizód    |
| 2019      |                                       | Power                                      | Rudolfo                 | 1 epizód     |
| 2020–2024 |                                       | Hightown                                   | Frankie Cuevas Sr.      | 25 epizód    |
| 2022      | 911-Texas                             | 9-1-1: Lone Star                           | Morris                  | 1 epizód     |
| 2024      |                                       | Land of Women                              | Kevin                   | 6 epizód     |